# Ан-50
Ан-50 — проект пассажирского опытно-экспериментального самолёта. Разрабатывался ОКБ О. К. Антонова на базе турбовинтового Ан-24РВ в 1972 году.

## Характеристики самолёта
Конструкция — самолёт нормальной аэродинамической схемы, высокоплан. Двигатели по проекту устанавливались парами на пилонах под крыльями.
Двигатели — 4 х ТРД АИ-25 тягой по 1720 килограмм-сил.

## Лётно-технические характеристики
- Масса взлетная максимальная — 24 600 кг
- Скорость крейсерская — 490 км/ч
- Потолок практический — 9 400 м
- Разбег — 520 м
- Пробег — 640 м

## Второй проект
Существовал также II-й проект с таким же названием, однако детали такового на данный момент неизвестны.